# Station Lezo-Errenteria
Station Lezo-Errenteria is een spoorwegstation in de Spaanse plaats Errenteria, in de buurt van de plaats Lezo, in de autonome gemeenschap Baskenland. 
Het station bevindt zich bij kilometerpunt 629,570 van de spoorlijn Madrid-Hendaye, op een hoogte van 11,44 meter boven de zeespiegel. Aan de halte stoppen zowel treinen van de cercanías van San Sebastian, de voorstadtreinen van die stad, als media distancia, "middellange afstand".  
De halte werd geopend op 18 oktober 1863 toen het traject tussen station San Sebastian en station Irun van de spoorlijn Madrid-Hendaye in werking werd gesteld. In 1941 werd de halte ondergebracht bij RENFE, en vanaf 31 december 2004 is het eigendom van ADIF terwijl de exploitatie toevalt aan Renfe Operadora. 
Brinkola · Legazpi · Zumarraga · Ormaiztegi · Beasain · Ordizia · Itasondo · Legorreta · Ikaztegieta · Alegia · Tolosa · Tolosa-Erdia · Anoeta · Billabona-Zizurkil · Andoain-Erdia · Andoain · Urnieta · Hernani-Erdia · Hernani · Martutene · Loiola · Loiola Erriberak (Gepland) · San Sebastian-Donostia · Gros · Ategorrieta · Intxaurrondo · Herrera · Pasaia · Lezo-Errenteria · Ventas de Irún · Irun